# Tchads flag
Tchads flag er en lodret trikolore, som (fra venstre til højre) består af et blåt, et gult og et rødt felt. Flagets farver kombinerer Frankrigs flag farver med de traditionelle panafrikanske farver.
Blå symboliserer den klare himmel, vandet, håb og landets sydlige del. Gul står for den talrige ørken. Rød skal udtrykke, hvor meget unødigt blod, der blev glemt ved uafhængigskrigen mod Frankrig.
Rumæniens flag er næsten identisk med Tchads flag, men har en lidt lysere blåtone.
| Flag | Spire Denne artikel om flag eller vexillologi er en spire som bør udbygges. Du er velkommen til at hjælpe Wikipedia ved at udvide den. |